# Kashiba
Kashiba (jap. 香芝市 Kashiba-shi) – miasto w Japonii, na wyspie Honsiu, w prefekturze Nara.

## Położenie
Miasto leży w zachodniej części prefektury, graniczy z miastami:
- Yamatotakada
- Kashiwara
- Katsuragi
- Habikino

## Historia
Miasto Kashiba powstało 1 października 1991 roku.